# 아닉 오본사윈
아닉 오본사윈(Annick Obonsawin, 1982년 10월 12일 ~ )은 캐나다의 배우이다.
밴쿠버에서 태어났다.

## 영화
- 애들이 똑같아요 (1995년) - Brenda Butkis 역
- 찰리 바틀렛 (2007년) - 데이지 역
- 바비의 패션 이야기 (2010년) - Jilliana 목소리 역
- 넛잡: 땅콩 도둑들 (2014년) - 제이미 목소리 역